# Viola davidii
Viola davidii är en violväxtart som beskrevs av Adrien René Franchet. Viola davidii ingår i släktet violer, och familjen violväxter. Inga underarter finns listade i Catalogue of Life.